# Péninsule Adare
La péninsule Adare (en anglais : Adare Peninsula) est une péninsule de la Terre Victoria, en Antarctique. Elle sépare la mer de Ross à l'est de l'océan Austral à l'ouest, et borde la chaîne de l'Amirauté.
Elle est notamment connue pour son cap nord, le cap Adare.
La péninsule est constituée de plusieurs volcans boucliers se chevauchant dont les dernières éruptions datent du Pléistocène.
Son nom, comme celui du cap, lui a été attribué par le New Zealand Antarctic Place-Names Committee (NZ-APC) d'après d'après Edwin Wyndham-Quin (1812-1871), 3e comte de Dunraven et Mount Earl, ancien vicomte Adare, ami de l'explorateur polaire James Clark Ross.